# Non sono quello che sono
Non sono quello che sono è un film del 2023 diretto, scritto ed interpretato da Edoardo Leo e ispirato dall'opera Otello di William Shakespeare.

## Trama
È il 2001. All'interno di un'organizzazione criminale del traffico di droga, sul litorale romano, Iago cova del rancore verso Otello per avergli negato una promozione andata invece al più giovane Michele. Con l'aiuto di Roderigo, e ingannando persino la sua stessa moglie, Iago elabora un piano per far sì che il boss diventi geloso della ragazza che ha appena sposato, Desdemona, a causa di un presunto tradimento proprio con Michele.

## Distribuzione
Dopo essere stato presentato in anteprima mondiale al Locarno Film Festival il 6 agosto 2023, il film è stato distribuito nelle sale italiane il 14 novembre 2024.